# Belinda
Belinda je ženské křestní jméno germánského původu. Je odvozeno ze staroněmeckého jména Betlindis, jehož význam není jasný. Jedná se o složené jméno, jehož druhá část znamená „zmije“.
Podle maďarského kalendáře má svátek 13. srpna.

## Belinda v jiných jazycích
- Anglicky, německy, maďarsky: Belinda

## Známé nositelky jména
- Belinda Bencicová – švýcarská tenistka
- Belinda Carlisle – kalifornská zpěvačka
- Belinda Lee – anglická herečka
- Belinda Peregrín Schull – mexická zpěvačka a herečka